# 帕纳瓜
帕纳瓜（葡萄牙語：Parnaguá）是巴西皮奥伊州的一个市镇。总面积3284.562平方公里，总人口10313人，人口密度3.1人/平方公里。